# Four Men and a Prayer
Four Men and a Prayer is een Amerikaanse avonturenfilm uit 1938 onder regie van John Ford. De film werd destijds in Nederland uitgebracht onder de titel Vier mannen en één gelofte.

## Verhaal
Kolonel Loring Leigh schijnt in Brits-Indië een bevel te hebben gegeven dat het leven kostte aan 90 mensen. Thuis vertelt hij zijn zoons over een complot van wapenfabrikanten. Niet veel later wordt hij dood teruggevonden. Het lijkt erop dat hij zelfmoord heeft gepleegd. Zijn zoons reizen naar de andere kant van de wereld om de reputatie van hun vader te herstellen.

## Rolverdeling
| Acteur             | Personage                        |
| ------------------ | -------------------------------- |
| Loretta Young      | Lynn Cherrington                 |
| Richard Greene     | Geoffrey Leigh                   |
| George Sanders     | Wyatt Leigh                      |
| David Niven        | Christopher Leigh                |
| C. Aubrey Smith    | Kolonel Loring Leigh             |
| J. Edward Bromberg | Generaal Torres                  |
| William Henry      | Rodney Leigh                     |
| John Carradine     | Generaal Adolfo Arturo Sebastian |
| Alan Hale          | Mijnheer Furnoy                  |
| Reginald Denny     | Kapitein Douglas Loveland        |
| Berton Churchill   | Martin Cherrington               |
| Barry Fitzgerald   | Mulcahay                         |
| Claude King        | Generaal Bryce                   |
| Cecil Cunningham   | Piper                            |
| Frank Dawson       | Manders                          |